# Leonid Kochanski
Leonid Kochanski (* 25. Oktober 1893 in Orjol; † 12. Januar 1980) war ein Pianist und Klavierpädagoge polnisch-jüdischer Herkunft.
Der Bruder des Geigers Paul Kochanski und des Cellisten Eli Kochański studierte nach dem Besuch der Musikschule in Odessa bis 1910 bei Leonid Kreutzer am Leipziger Konservatorium. Nach Auftritten in Deutschland unternahm er eine internationale Tournee mit seinem Bruder Paul. 1919 wurde er Professor am Russischen Konservatorium in Berlin.
Auf Empfehlung seines Lehrers kam er 1925 nach Japan. Dort unterrichtete er bis 1931 an der Musikschule von Tokio. Nach seiner Rückkehr aus Japan lebte er als Pianist und Klavierpädagoge in Frankreich. 1953 ging er erneut nach Japan und lehrte bis 1966 an der Tōkyō Geijutsu Daigaku und der Kunsthochschule Musashino. Zu seinen Schülern zählen neben dem Komponisten Saburō Moroi und den Pianisten Motonari Iguchi und Hiroko Nakamura unter anderem Tetsutaro Kawakami, Naotoshi Fukui, Akiko Iguchi, Kimiko Mita, Okiko Onoda, Aiko Iguchi, Noboru Toyomasu und Izumi Tateno.